# Космос-490
Космос-490 је један од преко 2400 совјетских вјештачких сателита лансираних у оквиру програма Космос.
Космос-490 је лансиран са космодрома Плесецк, СССР, 18. маја 1972. Ракета-носач Р-7 Семјорка (рус. Семёрка) (8К71, НАТО ознака SS-6 Sapwood) са додатим степеном је поставила сателит у орбиту око планете Земље. Маса сателита при лансирању је износила 5900 килограма. Космос-490 је био осматрачки сателит.